# Lago Letas
El lago Letas (en inglés: Lake Letas; en francés: Lac Letas) es el lago más grande de Vanuatu, situado en el centro de la isla volcánica de Gaua de las islas Banks en el norte de ese país de Oceanía. El lugar presentó una solicitud para ser considerado un Patrimonio de la Humanidad en 2004.
El lago tiene forma de U, que rodea el monte Gharat por todos lados, excepto al suroeste. Se trata de un cuerpo de agua de 9 km de longitud (de norte a sur) y de unos 6 km, con una superficie de 19 km².